# Psapharochrus umbrata
Psapharochrus umbrata là một loài bọ cánh cứng trong họ Cerambycidae.